# 馮之琦
馮之琦（16世紀—17世紀），字崑璧，中軍都督府吳淞江千戶所籍，南直隸蘇州府嘉定縣人，明朝軍事人物。

## 生平
馮之琦家族世襲百戶，萬曆二十九年（1601年）的武進士，擔任恩平守備，改任都司僉書，天啟元年（1621年）陞為南贛參將，次年改任溫處參將，官至都指揮同知。

## 引用
1. 1 2  光緒《嘉定縣志·卷十五·選舉志下》：明 武進士……（萬曆）二十九年辛丑 馮之琦 字崑璧，吳淞百戶，廣東恩平守備，終南贛參將
2. ↑  《明熹宗悊皇帝實錄》·卷十五：（天啟元年十月己巳）陞都司僉書段起仁廣東楊電，樂應祥廣西南太，林兆鼎廣西永寧，王慎德廣西柳營，成啟元廣東惠州，陳廷對廣東瓊崖，馮之琦南贛各參將。
3. ↑  天啟《贛州府志·卷十二·兵防志》：軍職……南贑參將……馮之琦 字崑璧，直隷吳淞所人，由武進士歷陞今職，天啟二年任轉溫處叅將
4. ↑  光緒《江西通志·卷十三·職官表十五·明三 武職》：萬厯朝……南贑參將……馮之琦 字崑璧，直隷吳松所人，武進士，都指揮同知
5. ↑  康熙《嘉定縣志·卷十一·選舉》：武秩……馮之琦 由百戶應襲，中武進士，歷任至江酉南贛參將